# Петров, Пётр Алексеевич
Пётр Алексеевич Петров (25 августа 1906 г.— 30 октября 1971 г.) — советский учёный, доктор технических наук, профессор, лауреат Сталинской премии (1953).

## Биография
Долгие годы работал в области прямоточного котлостроения, ему принадлежит ряд работ, завершенных монографией по гидродинамике прямоточных котлов. В частности, им был разработан «критерий Петрова», определяющий устойчивость работы прямоточных котлов.
В период Великой Отечественной войны им был предложен способ сооружения прямоточных котлов непосредственно на строительных площадках электростанций, что дало возможность развить энергетику Урала в трудное для страны время.
После войны П. А. Петров работал в области реакторостроения.
Заведующий лабораторией Института теоретической и экспериментальной физики (ИТЭФ). В 1950-е годы читал курс лекций в Московском энергетическом институте.
Участник советской ядерной программы — ответственный за разработку измерительных приборов теплового контроля. Осуществлял теплотехнические расчеты и выбор загрузки урановых, ториевых и холостых блоков.

## Награды и звания
За выдающиеся заслуги в развитии реакторной техники был награждён двумя орденами Трудового Красного Знамени и удостоен звания лауреата Сталинской (Государственной) премии, 1953 г.
Доктор технических наук, профессор.

## Научные труды
Монографии
- П. А. Петров. Ядерные энергетические установки, Госэнергоиздат, М.-Л., 1958, 526с., переведенной на немецкий, китайский и др. иностранные языки.